# Gregory Wayne Ojakangas
| 3489 Lottie | 10 gennaio 1983 |
| 3532 Tracie | 10 gennaio 1983 |

Gregory Wayne Ojakangas (...) è un astronomo statunitense.

## Biografia
Gregory Wayne Ojakangas ha conseguito la laurea in fisica e geologia nel 1982 all'Università del Minnesota e il Master of Science in geofisica nel 1985 presso il California Institute of Technology. Nel 1988 ha conseguito presso il medesimo istituto il dottorato in scienze planetarie.
Si è quindi trasferito alla Drury University di Springfield, dove è divenuto assistente di fisica nel 1996.
Il Minor Planet Center gli accredita la scoperta di due asteroidi, entrambe effettuate nel 1983 in collaborazione con Kenneth Herkenhoff.